# 中橋武一
中橋 武一（なかはし ぶいち、1890年2月27日 - 1963年7月8日）は、昭和期の実業家。大阪建物元社長・会長。大阪府出身。父は政治家の中橋徳五郎。

## 経歴
1912年に官立神戸高等商業学校（現：神戸大学）卒業後、ロンドン留学。帰国してからは大阪商船（現商船三井）へ入社し、その後は大阪住友海上火災保険、大丸の各監査役を務めた。1947年から4年間、関西経済連合会会長を務めた。大阪建物の社長、会長を歴任
するほかに毎日放送、日本電気、大阪スタヂアム興業、大丸、関西電力の各取締役、住友信託銀行監査役、関西経済連合会、大阪商工会議所各顧問をそれぞれ務めた。

## 家族
- 父・中橋徳五郎
- 妻・花子（敬子） - 小原駩吉の二女。学習院女学部出身。[1][2]